# Beat Girl
Beat Girl è un film del 1960 diretto da Edmond T. Gréville.